# Juan Martínez Bustos
Juan Martínez Bustos, (Chillán Viejo, Región de Ñuble, Chile; 4 de julio de 1827-Batalla de Miraflores, Distrito de Miraflores, Perú; 16 de enero de 1881) Militar chileno, comandante del regimiento Atacama.
Al entrar al ejército adquirió rápidamente sus galones de cabo (1844), sargento (1849), subteniente (1851), capitán (1858) y sargento mayor (1859), batiéndose en las guerras civiles de 1851 y 1859 por el bando del gobierno. Su carrera se detuvo en este punto a causa de un reto de un rival suyo a un duelo en 1867, por lo que ambos fueron castigados con una larga prisión en San Bernardo.
Reintegrado al ejército, se encontraba en el Batallón Atacama cuando estalló la Guerra del Pacífico. Dirigió al Atacama en las batallas de Pisagua y Los Ángeles, en donde el grupo conducido por Rafael Torreblanca mostró alta eficacia combativa. 
Dirigió las tropas durante la batalla de Tacna, en donde el Atacama sufrió las mayores pérdidas debido a su posición de vanguardia, llegando al 47% del total, incluyendo al Capitán Rafael Torreblanca y sus dos hijos Walterio y Meliton Martínez, quienes murieron acribillados en momentos en que cubrían a su padre del fuego peruano.
Estas fueron sus palabras cuando el general Manuel Baquedano junto a su plana mayor fueron a darle las condolencias por la pérdida de sus dos hijos: "Dios me los dio, la Patria me los quito. Como padre lloro la muerte de mis dos hijos; como chileno me enorgullezco de que hallan caído en defensa de su patria".
Después de la batalla, el comandante del Atacama fue llamado por el pueblo de Copiapó para aclamarlo y para consolarlo, pero el comandante quedó en su puesto, a pesar de que sabía que entre los que les esperaba estaba su padre, que le tenía por muerto en Tacna y era el único hijo que le quedaba.
Después de dirigir con éxito a sus soldados en la Batalla de Chorrillos, combatió por última vez en Miraflores, pues al apearse de su caballo para observar la retirada enemiga, una bala lo alcanzó en el estómago. Sobrevivió hasta el día siguiente, momentos de vida que utilizó cumpliendo deberes militares, pues en sus últimos instantes aún exigía que le trajeran a su secretario, Juan Gonzalo Matta, excapitán del Regimiento Atacama, para que en su presencia redactara el último boletín de su vida.